# Jean-François Berthet
Pour les articles homonymes, voir Berthet.
Jean-François Berthet, né le 23 août 1969 à Lorient, est un skipper français. 

## Carrière
Avec son frère Gwenaël Berthet, il est médaillé de bronze aux Championnats d'Europe de 470 en 1989 à Balatonfüred, vice-champion du monde de 470 en 1993 et sixième en 470 aux Jeux olympiques d'été de 1996.